# IMO Franchising
IMO Franchising este o companie de consultanță în domeniul francizelor din România, înființată în anul 1996.